# Paganesimo

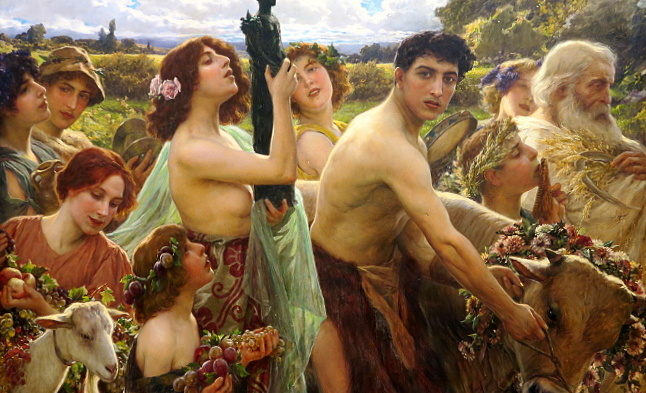
"Ave natura", opera del 1910 di Cesare Saccaggi che rappresenta una processione romana a Proserpina, dea pagana dei raccolti.

Il termine paganesimo, o il suo sinonimo gentilesimo, indica le religioni antiche, specialmente quelle proprie della Grecia antica e della Roma antica, soprattutto quando viste in opposizione al cristianesimo.
Il termine, nell'uso comune, viene utilizzato in ambito scientifico solo nel suo significato storico.

## Origine e significato storico del termine
Il termine paganus iniziò ad essere adottato dai cristiani dell'Impero romano per riferirsi a tutti i non cristiani, in particolare a coloro che continuavano a rimanere fedeli alle loro tradizioni religiose politeiste, a partire dal IV secolo.
Al sostantivo, reso con "paganesimo", se ne ha menzione nella lingua italiana a partire dalla metà del XIV secolo e deriva dall'aggettivo usato in precedenza. Il termine "pagano" deriva a sua volta dal latino pagānu(m) dove indica il "civile", il "campagnolo", contrapposto al "militare". Pagānus deriva a sua volta dal termine latino di pāgus (villaggio).
Nel lessico cristiano questi termini entrano intorno al 380 (data dell'editto di Tessalonica, emanato da Teodosio I il Grande) quando il cristianesimo è divenuto religione ufficiale e quindi culto dell'Impero romano. Il latino liturgico ignora tuttavia questi termini preferendogli i termini di gens, gentiles, natio o nationes, lasciando pāgus e pagānus all'uso popolare e non "ufficiale" insieme ad altri termini come "infedeli" (latino infedēlis-e) o "idolatri" (latino ecclesiastico ido(lo)lătra) i quali acquisiscono una connotazione peggiorativa. Necessità del latino liturgico è quella di individuare un termine che renda quello greco di ethnicoi ("popoli"), a sua volta traduzione dell'ebraico biblico di goj (pl. gojim), per indicare i popoli diversi da quello ebraico ovvero dal "popolo eletto da Dio", diventato la chiesa di Cristo nell'ambito neotestamentario e quindi cristiano.
Henri Maurier osserva come i termini latini pāgus e pagānus, indichino quei territori, e coloro che li abitano, in opposizione ai centri delle amministrazioni dell'Impero romano e, a differenza di questi ultimi che celebrano il culto imperiale, questi celebrano i culti locali.

## Paganesimo e neopaganesimo
Nel corso del XX secolo sono stati concepiti differenti modi per ricostruire o reinventare le religioni cosiddette "pagane", cercando in ogni caso di recuperare dalle loro antiche origini la profonda connessione tra il divino e la natura e il rispetto per le pluralità spirituali e religiose insito nella mentalità sincretista pagana; tali modalità religiose si sono diffuse soprattutto in Europa e nel Nordamerica. Rispetto a tale contesto sono stati coniati i termini "neopaganesimo", "paganesimo moderno" e "paganesimo secolare".